# Jimmy Pantera
Jimmy Pantera de son vrai nom Patrick Lehance, né le 18 septembre 1965 à Anvers, est un écrivain, éditeur, commissaire d'exposition, acteur et enseignant belge. Connu comme spécialiste du catch mexicain et de la culture underground.

## Biographie
Patrick Lehance naît le 18 septembre 1965 à Anvers[réf. nécessaire].

### Jeunesse
Dans une longue interview accordée au magazine Gonzaï, il conte ses origines et livre ses souvenirs de jeunesse en 2019.

### Scolarité
C'est muni de quelques croquis et dessins inspirés par Philippe Druillet ainsi que d'un autocollant représentant un aigle et un avion, réalisé à l'armée, qu'il présente le concours d'entrée de l'Atelier R. Afin de combler ses retards, les professeurs Marc Sevrin et Pierre Pourbaix l'orientent vers l'année préparatoire où il passe un an. Simultanément, il s'inscrit aux cours du soir de l'académie des beaux-arts de Saint-Gilles où il sera l'élève d'Eddy Paape et d'Alain Goffin. Entré à l'Institut Saint-Luc de Bruxelles en 1984, il en sort diplômé en 1988,. Il contribue graphiquement à l'album collectif 1936 - Dernières nouvelles publié en 1989 par l'
Académie des Arts de Woluwe-Saint-Pierre, sous la houlette d'Alain Goffin,.

### Les débuts
Il s'oriente vers l'illustration, la typographie, et le graphisme. Comme graphiste indépendant, il travaille pour des agences de publicité et des grandes marques. Il travaille pendant sept ans pour Canal+ Belgique. 
De 2004 à 2006, il réalise le lettrage de diverses bandes dessinées et comics sous son vrai nom pour diverses maisons d'édition. Il choisit comme nom d'artiste Jimmy Pantera à la vue d'une une affiche de cinéma.

### Spécialiste de la culture underground
Jimmy Pantera signe un contrat avec Ankama Éditions, qui publie Los Tigres Del Ring en janvier 2009 dans sa collection « Label 619 » sur la lucha libre. L’ouvrage devient une référence. Cette anthologie trouve sa source dans la passion qu'il voue à la Lucha Libre, le catch mexicain, et livre son univers rock 'n' roll et haut en couleur. Il possède une collection consacrée à la Lucha Libre. L'auteur ADNz lui consacre un clip sur sa chaîne YouTube.
Il publie dans les deux premiers numéros de El Rios de 2010 à 2011.
L'année suivante, à Paris, il est cofondateur de la maison d'édition indépendante Serious Publishing dont il assure la direction artistique jusqu’en juin 2017[source insuffisante]. 
Avec Christophe Bier, il sort Orgasmo, deux volumes de beaux livres présentant la collection de Christophe Bier de matériel publicitaire de films d’exploitation, axé autour de l’érotisme dont la préface est écrite par Fifi Chachnil en 2012,,,. Il écrit Kitsch Catch - Légendes du catch à la française, en collaboration avec Barnabé Mons dont Serious Publishing mène une campagne de financement participatif infructueuse sur la plateforme Ulule en décembre 2016.
D'autre part, il développe un travail de mise en exposition et de curateur dont TipoMexx[réf. nécessaire], Orgasmorama et Chicano Prison Art au Recyclart à Bruxelles, Los Tigres Del Ring aux Rencontres du neuvième art d'Aix-en-Provence et à la Fiesta des Suds à Marseille.
Il rend hommage au plasticien Moolinex et raconte leur première rencontre dans Inculte Futur en 2018. La même année, il est à l'instigation du livre de l'artiste bruxellois Dave Decat intitulé Voyoucratie. 
En 2020, il sort l'ouvrage Cinéma ABC – La nécropole du porno sur le cinéma porno ABC aux Éditions CFC,,,. C'est le philosophe Laurent de Sutter qui en signe la préface. L'ouvrage conte les 42 années d'activité ce cinéma subversif au travers d'archives conservées par le Cinéma Nova et de nombreux témoignages.
Il a recours à Kickstarter pour le financement du projet The Forbidden Pleasures Collection en quatre volumes en anglais, présentant le monde de l’âge d’or du cinéma érotique et pornographique. La campagne s'achève avec succès en mai 2025.

### Autres activités
Parallèlement, il enseigne le graphisme à l'École supérieure des arts Le 75, depuis 2015[source insuffisante].

### Vie privée
Il demeure à Bruxelles.

## Œuvres

### Publications

#### Ouvrages
- 2012 : Orgasmo (vol. 1 et 2)[32], avec Christophe Bier, préface Fifi Chachnil, Paris, Serious Publishing, 2 x 224 p.  (ISBN 978-2-36320-005-1 et 978-2-36320-006-8)
- 2019 : Kitsch Catch - Légendes du catch à la française, avec Barnabé Mons, éditions Paths
- Jimmy Pantera (préf. Laurent de Sutter), Cinéma ABC – La nécropole du porno[25],[26],[29], Bruxelles, CFC-Éditions, 2020, 300 p., ill. (ISBN 978-2-875720-58-0).
- Kitsch Catch - L'Âge d'or franco-belge, avec Barnabé Mons, Bruxelles, Le Botanique, 2022 — réédition du livre Kitsch Catch[33].

#### Écrits
- Moule de sexe, dans Inculte Futur[23], Bordeaux, Les Requins Marteaux, coll. « Moolinex », 2011  (ISBN 978-2-84961-226-2)
- La Machine à recracher des images, dans Complete Works 2003-2016, Elzo Durt, Born Bad Records, 2015  (ISBN 978-2-9559057-0-8)
- Jimmy Pantera et Dave Decat (trad. Philippe Hunt), Voyoucratie, Bruxelles, CFC-Éditions, 2018, 208 p., ill. ; 25 cm (ISBN 978-2-87572-037-5).

#### Collectifs
- 1936 - Dernières nouvelles[5],[6], Académie des Arts de Woluwe-Saint-Pierre, Bruxelles, 1989
Scénario : collectif - Dessin : collectif dont Patrick Lehance - Couleurs : noir et blanc,Préface : Guy Dessicy. Tirage à 500 exemplaires.

#### Artbooks
- Los Tigres Del Ring, Ankama, Roubaix, 8 janvier 2009
Scénario et dessin : Jimmy Pantera -  (ISBN 978-2-916739-60-1)

#### En revues et journaux
- La Malédiction du Spectre nain, Métal hurlant no 7, Les Humanoïdes associés, 2023  (ISBN 9782731658439)

### Expositions

#### Expositions individuelles
- Mexploitation, Alice Gallery[22], Bruxelles, 2009
- Tipomexx, Recyclart, Bruxelles, 2010[réf. nécessaire]
- Los Tigres Del Ring[34],[35],[36], Rencontres du neuvième art d'Aix-en-Provence (8e édition), Aix-en-Provence, du 5 au 11 octobre 2011.
- Los Tigres Del Ring[37], Fiesta des Suds, Dock des Suds et Gare Saint-Charles, Marseille, 2011
- Orgasmorama[22],[38],[7], Recyclart, Bruxelles du 27 juin au 2 août 2013.
- Orgasmorama feat. Pierre La Police avec Pierre La Police[39], Galerie Susini, dans le cadre des Rencontres du neuvième art d'Aix-en-Provence, Aix-en-Provence, 2014
- Eros Pigalle[40], Galerie Centrale, Liège, 2015.
- Eros Pigalle[41], Cinéma Nova, Bruxelles, 2015.

#### Commissariat d'expositions
- 2015 : Chicano Prison Art[42], Reno Leplat-Torti, Recyclart, Bruxelles
- 2022 : Tir Groupé[43], Dave Decat, Maison de l’Image, Bruxelles.

#### Collaborations
- Kitsch Catch[44] avec Barnabé Mons, Maison Folie, Wazemmes, du 25 avril au 8 juin 2008
- Viva Revolución Gráfica![45], Friche Belle de Mai, Marseille, 2018
- Kitsch Catch, légendes du catch à la française, Rencontres de la photographie d'Arles, 2020, en distanciel pour causes sanitaires[46],[47]
- Kitsch Catch, l'âge d'or franco-belge, collection Barnabé Mons[48],[49], commissariat : Barnabé Mons, Le Botanique, Bruxelles, 2022.

### Spectacle
- 2010 : Catch, Museum Night Fever, Bozar, Bruxelles.

### Acteur
Sauf indication contraire, les informations mentionnées dans cette section peuvent être confirmées par la base de données cinématographiques IMDb,  présente dans la section « Liens externes ».
- 2018 : Doubleplusungood[50], Marco Laguna.

#### Livres
- Le 9e Rêve no 6, Bruxelles, Institut Saint-Luc de Bruxelles, École de recherche graphique, 2006, 144 p. (présentation en ligne), p. 15, 54. .

#### Périodiques
- Serge Coosemans, « La culture psychotronique selon Jimmy Pantera : petites pépées, catcheurs mexicains, bikers nazis et voyoucratie », Focus Vif,‎ 17 octobre 2014 (lire en ligne , consulté le 16 janvier 2024).

#### Interviews
- Patrick Lehance (interviewé par ADN), « Les métiers de la BD: Patrick Lehance, lettreur », Blam !,‎ octobre 2006 (lire en ligne, consulté le 16 janvier 2024).
- Jimmy Pantera (interviewé par Annabelle Dupret), « Entre Los Tigres Del Ring (2009) et Cinéma ABC, la nécropole du porno (2020), Jimmy Pantera, un enquêteur de l'improbable : Entretien avec Jimmy Pantera », Flux News, no 84,‎ 2021, p. 6-7 (lire en ligne, consulté le 3 juin 2025).

### Podcasts
- Focus Brolcast #21: Jimmy Pantera (corr) sur Mixcloud (1 h 24 min 11 s).